# Hillevi Lagerstam

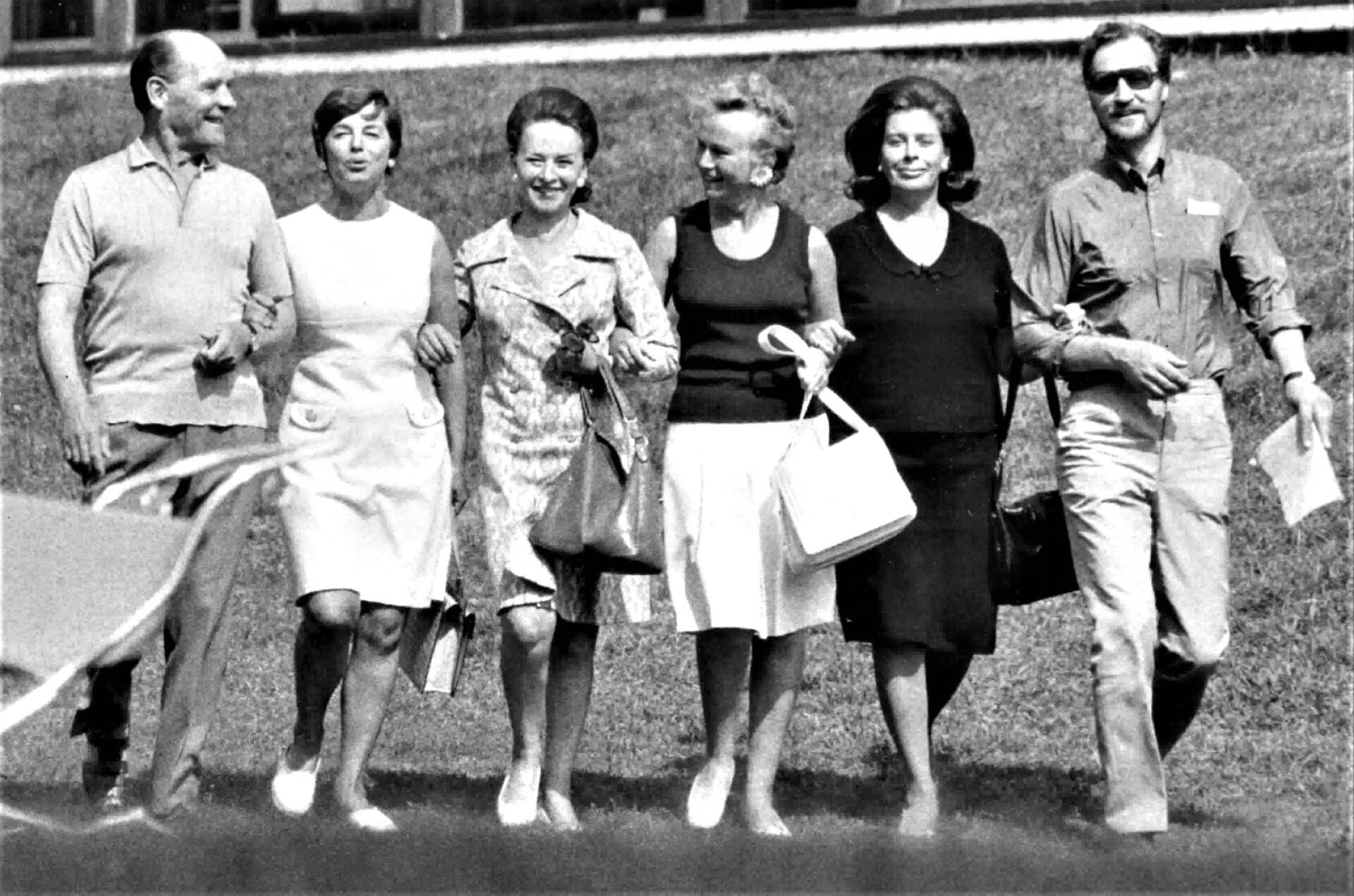
Grupo de actores del Teatro de la Ciudad de Helsinki: Uljas Kandolin, Hillevi Lagerstam, Marjatta Kallio, Elina Pohjanpää, Kirsti Ortola y Kalevi Kahra.

Hillevi Lagerstam (9 de agosto de 1923 – 21 de octubre de 1998) fue una actriz teatral, cinematográfica y televisiva finlandesa.

## Biografía

### Carrera teatral
Su nombre completo era Mary Hillevi Lagerstam, y nació en Kurikka, Finlandia, siendo sus padres Walter Lagerstam y Mary Broms. Lagerstam inició su carrera teatral en 1946 actuando en el Kansanteatteri de Helsinki, institución en la que actuó hasta su jubilación en 1988. Entre sus actuaciones más destacadas se incluyen las que llevó a cabo en Peer Gynt, Savu-uhri, Miehen kylkiluu y Kultainen vasikka.
En 1986 Lagerstam fue dirigida por Jotaarkka Pennanen en la obra teatral de Athol Fugard El camino a La Meca, siendo su actuación elogiada por el público y la crítica.

### Carrera cinematográfica
Entre las películas más destacadas de Lagerstam figura Noita palaa elämään (1952), una cinta de terror que fue polémica a causa de los desnudos de la actriz Mirja Mane, y que tuvo repercusión internacional, siendo exhibida en la República Federal de Alemania y en Estados Unidos.
La actriz trabajó bajo la dirección de Edvin Laine en tres producciones de la serie Niskavuori: Niskavuoren Hetassa (1952), Niskavuoren Aarne (1954) y Niskavuori taistelee (1957), encarnando en las dos últimas a Marta. 
Dirigida por Jack Witikka, Nukkekauppias ja kaunis Lilith (1955) fue una de las películas finlandesas más premiadas de los años 1950. Hillevi Lagerstam interpretaba a Lilith, y tenía como compañero de reparto a Martti Katajisto.
Otra de sus películas destacadas fue Isän vanha ja uusi (1955), en la que actuaba con Tauno Palo. En 1970 rodó el film dirigido por Veli-Matti Saikkonen Takiaispallo, obteniendo por su actuación un Premio Jussi.
Lagerstam fue también actriz televisiva. Trabajando en numerosas producciones, entre ellas la serie Rakkaat sisaret, emitida en 1988.

### Vida privada
Estuvo casada con el actor Esko Mannermaa desde 1953 hasta la muerte de él en 1975. Los dos coincidieron en la película Nukkekauppias ja kaunis Lilith.
Hillevi Lagerstam falleció en 1998, a los 75 años de edad, en el Hospital central de la Universidad de Helsinki.

## Filmografía (selección)
- 1946 : Houkutuslintu
- 1947 : Särkelä itte
- 1947 : Kultamitalivaimo
- 1948 : Toukokuun taika
- 1948 : Neljästoista vieras
- 1948 : Kalle Aaltosen morsian
- 1949 : Sinut minä tahdon
- 1951 : Tytön huivi
- 1952 : Noita palaa elämään
- 1952 : Niskavuoren Heta
- 1954 : Niskavuoren Aarne
- 1955 : Tähtisilmä
- 1955 : Nukkekauppias ja kaunis Lilith
- 1955 : Isän vanha ja uusi
- 1956 : Viisi vekkulia
- 1957 : Pää pystyyn Helena
- 1957 : Niskavuori taistelee
- 1957 : Herra sotaministeri
- 1958 : Autuas eversti
- 1961 : Minkkiturkki
- 1965 : Samuel Väsy (TV)
- 1966-1973 : Hanski (serie TV)
- 1969 : Pohjan tähteet
- 1970 : Takiaispallo
- 1977-1978 : Koivuharju (serie TV)
- 1987 : Lain ulkopuolella
- 1988 : Rakkaat sisaret (TV)
- 1988 : Rikas ja kunniallinen (TV)